# Ualabi de Grey
El ualabi de Grey (Notamacropus greyi) és una espècie extinta de ualabi d'Austràlia. Era àmpliament considerat el macròpode més elegant i gràcil. Tenia el pèl amb franges de color cendrós clar i fosc al llarg dels flancs. Fou relativament comú fins al 1910, però el seu pèl feu que fos intensament caçat fins que fou declarat extint el 1943.